# Pluggable Authentication Modules
PAM (acrônimo para o inglês Pluggable authentication modules, em tradução livre para o português Módulos Anexáveis de Autenticação) são várias bibliotecas compartilhadas que o administrador do sistema local tem acesso em definir como as aplicações autenticam os outros usuários, sem precisar de modificar e recompilar algum programa. Porém seria preciso editar somente alguns arquivos de configuração.
O desenvolvimento inicial do PAM aconteceu em 1996 pela Sun Microsystems e atualmente é suportado nos sistemas operacionais AIX, HP-UX, Solaris, Linux, FreeBSD, Mac OS X e NetBSD.  A padronização do PAM como parte do processo XOpen UNIX resultou no padrão XSSO.
A estrutura plugável do PAM é uma das razões para o uso de ligação dinâmica em programas. Porém, há a necessidade de um mecanismo de recuperação em caso de problemas com o ligador ou com as bibliotecas compartilhadas. 
Como o padrão XSSO difere tanto da API original (criada pela Sun) como das várias outras implementações, não se pode dizer que o PAM opera da mesma forma em todas as suas versões. Por isso, o projeto OpenBSD decidiu adotar a Autenticação BSD, uma alternativa originada do sistema operacional BSD.